# Thomas Barrasso
Vous lisez un « bon article » labellisé en 2009.
Temple de la renommée : 2023
Temple de la renommée américain : 2009
Thomas Patrick Barrasso, dit Tom Barrasso, (né le 31 mars 1965 à Boston dans le Massachusetts aux États-Unis) est un joueur professionnel américain de hockey sur glace, qui a évolué en tant que gardien de but dans la Ligue nationale de hockey. Au cours de sa carrière de joueur, il remporte notamment deux Coupes Stanley avec les Penguins de Pittsburgh en 1990-1991 et 1991-1992. Il met fin à sa carrière de joueur en 2003 après dix-huit saisons. Par la suite, il devient membre de l'équipe dirigeante des Hurricanes de la Caroline en tant qu'entraîneur des gardiens et responsable du développement des gardiens de la franchise.

## Carrière

### Ses débuts en tant que junior
Tom Barrasso grandit dans la ville d’Acton dans le Massachusetts. Il joue alors aux côtés de Bob Sweeney et de Jeff Norton et commence à pratiquer le hockey sur une patinoire en extérieur. Il joue avec l'équipe d'Acton-Boxborough dès 1979-80. Il y passe quatre saisons et conduit chaque année son équipe en finale du championnat High School.
En 1983, alors qu'il joue sa dernière saison avec l'équipe, il est sélectionné pour représenter les États-Unis lors du championnat du monde junior qui se joue à Leningrad mais ne participe qu'à trois rencontres pour une moyenne de 5,14 buts encaissés par match. L'équipe finit alors à la cinquième place du tournoi.
Il est tout de même pressenti par les spécialistes pour être le premier gardien repêché par les équipes de la Ligue nationale de hockey lors du repêchage d'entrée de l'été, repêchage qui a lieu au Forum de Montréal à Québec au Canada. Il est bel et bien choisi en tant que premier gardien de but mais il est également le cinquième joueur choisi, tous postes confondus. Il est le premier gardien de l'histoire de la LNH choisi aussi tôt au cours d'un repêchage, le premier gardien américain à être sélectionné lors d'une première ronde de repêchage. Il faut attendre 1997 et Roberto Luongo pour voir un gardien choisi plus tôt, Luongo étant choisi en tant que quatrième joueur puis Rick DiPietro en 2000, DiPietro étant le tout premier joueur.

### Les débuts avec les Sabres de Buffalo
Après le repêchage, il rejoint l'équipe américaine qui se prépare pour les Jeux olympiques de 1984 mais il ne parvient pas à s'intégrer au sein de l'équipe, prenant de haut les autres joueurs américains. Finalement, il a l'occasion de signer un contrat professionnel et le 30 août il annonce à l'entraîneur national son désir de quitter la préparation et de rejoindre la franchise de la LNH. La raison officielle qu'il évoque alors est que l'équipe possède déjà deux grands gardiens : Marc Behrend et Bob Mason.
Lors du camp d'entraînement des Sabres, Barrasso gagne sa place au détriment de Jacques Cloutier et devient le deuxième gardien de l'équipe aux côtés de Robert Sauvé. Il joue le premier match de la saison à l'âge de 18 ans et commence en tant que titulaire de l'équipe pour une victoire 5-3 contre les Whalers de Hartford, il réalise ce soir là 21 arrêts. Il est alors le plus jeune gardien à remporter un match de hockey depuis Harry Lumley en 1944. À l'issue de la saison, il remporte à la fois le trophée Calder du meilleur joueur dans sa première saison ainsi que le trophée Vézina, du meilleur gardien de la saison. Il devient le troisième gardien de l’histoire de la LNH a réaliser le doublé au cours de la même saison après Frank Brimsek en 1938-1939 et Tony Esposito en 1969-1970. Il a l'honneur d'être sélectionné dans l'Équipe d'étoiles de recrues de la LNH mais également dans la première Équipe d'étoiles tous joueurs confondus.
Surnommé « Tomcat », il est alors considéré par certains comme un des meilleurs gardiens au monde et est sélectionné avec l’équipe Américaine pour la Coupe Canada 1984 alors qu'il n'a que 19 ans pour partager les matchs avec Glenn Resch. Au début de la saison suivante, il connaît un léger passage à vide en encaissant cinq buts contre les Red Wings de Détroit alors que son équipe a déjà perdu trois matchs sur cinq depuis le début de la saison. Il est affecté aux Americans de Rochester pour jouer la saison dans la Ligue américaine de hockey, l'équipe étant alors affiliée avec les Sabres. Il s'agit alors de l'unique passage dans une ligue mineure de toute sa carrière. Interrogé à ce sujet, il déclare alors être persuadé de servir de bouc émissaire à la vue des résultats de l'équipe. Scotty Bowman, entraîneur de l'équipe, lui motive son choix par le fait qu'un gardien est fait pour arrêter les palets et que c'est la seule chose qu'il reproche alors à Barrasso.
Il est tout de même de retour dans la LNH au bout de cinq matchs et y finit la saison. Début 1985, il est appelé pour jouer le 37e Match des étoiles de la ligue aux côtés du gardien des Flyers de Philadelphie, Per-Eric Lindbergh. Il remporte avec Sauvé le trophée William-M.-Jennings en tant que gardiens ayant encaissé le plus petit nombre de buts au cours de la saison régulière ; l'équipe des Sabres ne concède alors que 237 buts. Il manque de peu un deuxième trophée Vézina en terminant derrière Lindbergh mais remporte tout de même le prix interne du meilleur joueur des Sabres. Malgré cette belle année et ce trophée, Barrasso est déçu d'avoir joué dans la LAH en ligue mineure et c'est le début de la discorde entre lui et les dirigeants des Sabres.
Les années se suivent mais ne se ressemblent pas pour Tom Barrasso qui devient tout de même le numéro un dans les buts des Sabres, Sauvé rejoignant les Black Hawks de Chicago. Il est alors titulaire pour soixante matchs de la saison 1985-1986 mais ne parvient pas à totaliser les mêmes belles statistiques et pour la première fois depuis la saison 1973-1974, l'équipe manque les séries.

### Avec les Penguins de Pittsburgh

#### Des débuts prometteurs mais compliqués

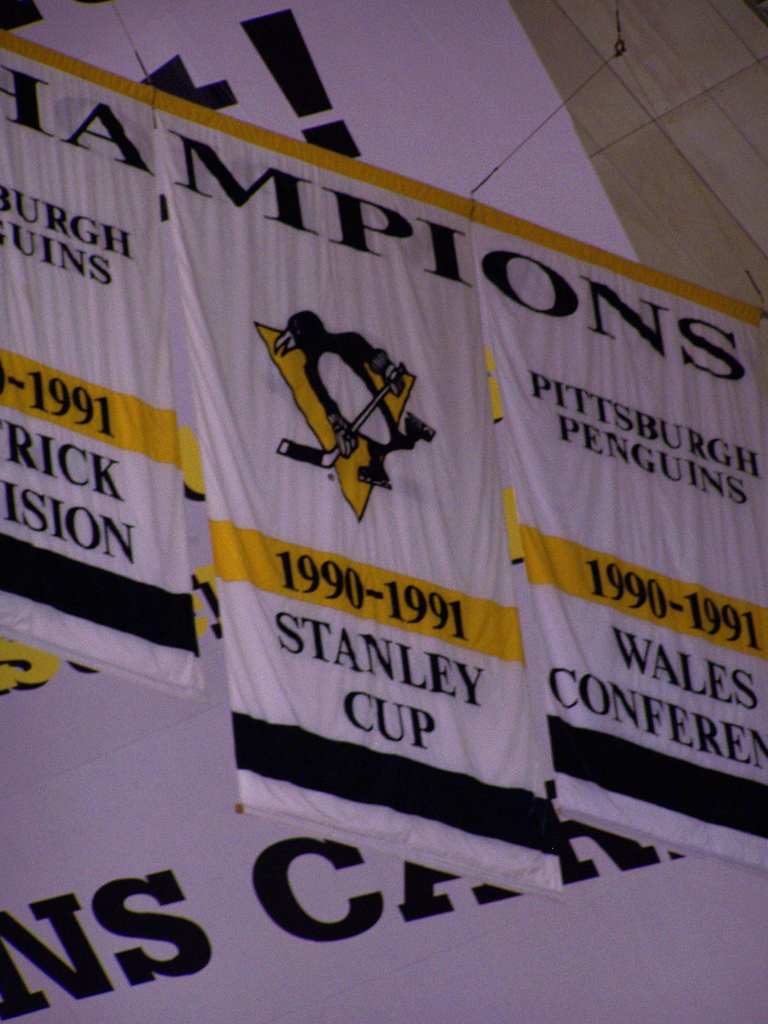
Les bannières accrochées dans le Mellon Arena et commémorant les titres de 1991.

En 1988, Barrasso quitte les Sabres pour rejoindre les Penguins de Pittsburgh sous l'impulsion de Tony Esposito directeur général de l'équipe où il rejoint Mario Lemieux. Lors de la saison précédente, l'équipe n'a pas réellement de gardien titulaire : Gilles Meloche, Pat Riggin, Frank Pietrangelo et Steve Guénette se partagent les 80 matchs de la saison avec quasiment le même nombre de matchs pour les quatre joueurs. Dès la première saison sous ses nouvelles couleurs, Barrasso devient le gardien titulaire de l'équipe jouant plus de la moitié des matchs de la franchise. Il aide alors l'équipe à se qualifier pour les séries, la première qualification depuis la saison 1981-1982. Après avoir écarté en quatre matchs secs les Rangers de New York, les Penguins sont éliminés par les Flyers de Philadelphie en sept matchs, Barrasso jouant l'intégralité des onze matchs.
En 1989-1990, Barrasso ne joue que vingt-quatre matchs, sa fille Ashley âgée de quatre ans est alors atteinte d'un cancer et il met sa carrière entre parenthèses pour s'occuper d'elle et la suivre dans la maladie. L'équipe s'appuie alors grandement sur Wendell Young mais ne parvient pas à jouer les séries, malgré le retour de Barrasso le 19 mars 1990.

#### La première Coupe Stanley
Au cours de la saison 1990-1991, il reprend petit à petit son rôle de gardien numéro un de l'équipe après l'opération de sa fille en janvier 1990 et réussit une nouvelle fois à porter son équipe aux séries, en jouant aux côtés de Jaromír Jágr pour sa première saison, Lemieux qui manque le début de la saison ou encore Ron Francis qui arrive en cours de saison depuis les Whalers de Hartford. L'équipe qui s'appuie sur une défense dirigée par Paul Coffey et Phil Bourque remporte 27 des 48 matchs joués par Barrasso qui réalise par ailleurs 5 passes décisives. Les 27 victoires de Barrasso sont un record pour l'équipe des Penguins depuis sa création. Les Penguins terminent au premier rang de leur division, la division Patrick, mais ils finissent tout de même à douze points des Bruins de Boston — champions de la association Prince de Galles — et à 18 points des Blackhawks de Chicago — champions sur la saison régulière avec 106 points. Au cours des séries, les Penguins écartent les Devils du New Jersey en sept matchs puis les Capitals de Washington 4 matchs à 2 et enfin les Bruins de Boston avant de rencontrer les North Stars du Minnesota en finale de la Coupe Stanley.
Lors du sixième et dernier match de la série, les Penguins remportent la victoire sur le score de 8 buts à 0. Lors de la dernière pause du match, Bob Johnson, l'entraîneur de l'équipe, fait alors un discours pour essayer de faire descendre la tension du match, le score étant déjà de 6 à 0 pour les Penguins. Pour une des premières fois de sa carrière, ses joueurs l'entendent alors jurer en leur demandant de ne pas gâcher leur occasion de devenir « champion du monde ». Kevin Stevens se rappellera également par la suite que même Barrasso qui n'avait pas l'habitude de parler est alors intenable. Finalement, les Penguins soulèvent leur première Coupe Stanley en inscrivant deux buts de plus et terminent par un blanchissage de Barrasso. L'équipe parvient à remporter la Coupe tout en perdant à chaque fois le premier match des séries. Le score de 8–0 du dernier match de la finale est le score le plus élevé pour un match de la finale depuis le 23–2 infligé par les Silver Seven d'Ottawa aux Nuggets de Dawson City lors de la finale de 1905.

#### La seconde Coupe Stanley et la consécration
Champions en titre, les Penguins débutent la nouvelle saison en tant que favoris même s'ils perdent leur entraîneur, Johnson et que Barrasso retrouve une vieille connaissance avec l'arrivée de Bowman comme nouvel entraîneur. Barrasso joue encore plus de matchs que les années précédentes, atteignant les 57 parties au cours de la saison, son deuxième plus haut total après ses 60 jeux de la saison 1985-1986. Il aide son équipe à finir troisième de la division derrière les Rangers et les Capitals et l'équipe se qualifie pour les séries. Les Penguins jouent tour à tour contre les Capitals, les Rangers et les Bruins avant de disputer la finale contre les Blackhawks de Chicago. Lors de la série contre les Capitals, l'équipe est menée 3-1 avant de parvenir à renverser la tendance et en particulier lors du septième match, Barrasso ne concède qu'un seul but pour finalement remporter le match 3 buts à 1. Les Penguins remportent leurs onze derniers matchs lors des séries s'octroyant ainsi une nouvelle Coupe Stanley, les Bruins et les Blackhawks perdant à chaque fois en quatre matchs. Lors du troisième match de la finale, Barrasso réalise 27 arrêts pour la victoire 1 but à 0, but inscrit par Stevens.
Tout comme la plupart des Penguins, Barrasso connaît la meilleure saison de sa carrière en 1992-1993. Il décroche alors tous les records des gardiens de l'histoire des Penguins : il joue 63 matchs – record battu par la suite par Johan Hedberg avec 66 matchs en 2001-2002 puis par Marc-André Fleury et ses 67 matchs en 2006-2007. Il en remporte au total 43, 24 à domicile et 19 à l'extérieur, réalise 8 passes décisives, gagne 14 matchs consécutifs entre le 9 mars et le 9 avril dont six matchs de suite en déplacement à partir du 14 mars. Avec son gardien remplaçant, Ken Wregget, ils restent invaincus sans prendre le moindre but pendant un temps record pour l'équipe de 187 minutes et 30 secondes. À l'issue de la saison régulière, les Penguins finissent en première position de toute la LNH, quatre joueurs totalisent plus de 100 points et écartent tout le monde sur leur passage. Malheureusement pour eux, la très bonne saison régulière laisse des traces sur les organismes des joueurs et l'équipe chute au deuxième tour des séries contre les Islanders de New York en sept matchs. Le but de la défaite pour les Penguins est inscrit par David Volek, au bout de 5 minutes et 16 secondes de prolongation. Le 17 juin, Barrasso est élu en compagnie de Larry Murphy et Kevin Stevens dans la seconde équipe d'étoiles de la Ligue, Lemieux étant dans la première équipe type.

#### De nouvelles complications
Le retour à la réalité est brutal pour les Penguins et plus encore pour Barrasso que pour les autres joueurs. Blessé la majeure partie du temps, Barrasso rate la plupart des saisons 1994-1995 et 1995-1996 mais réussit néanmoins à revenir ensuite à un très bon niveau. Ainsi au cours de la saison 1996-1997, il devient le premier gardien américain à dépasser la barre symbolique des 300 victoires dans la LNH.
Dans ses dernières saisons au sein des Penguins, les relations entre Barrasso et la presse locale deviennent tendues et le gardien prend alors la décision de ne plus parler à la presse considérant que celle-ci lui manque de respect ainsi qu’à sa famille. Cet épisode ternit son image au sein de la communauté de Pittsburgh.

### Après les Penguins, la fin de sa carrière
En mars 2000, « Tomcat » quitte Pittsburgh pour aller jouer chez les Sénateurs d'Ottawa où après une défaite au cours du 7e match des séries éliminatoires, il envoie promener les journalistes. Il manque la saison suivante dans sa totalité, sa fille aînée étant une nouvelle fois atteinte du cancer. Il rejoint ainsi les Hurricanes de la Caroline pour la saison 2001-2002 mais en raison de blessures récurrentes Barrasso ne retrouve jamais son jeu même s’il participe à la conquête de la médaille d’argent au cours des XIXes Jeux olympiques d'hiver à Salt Lake City aux États-Unis.
Avant de se retirer de la LNH à l'issue de la saison 2002-2003, il rejoint les Blues de Saint-Louis mais ne joue que six matchs de la saison. Les Blues le laissent libre en juin pour qu'il puisse signer avec les Penguins un contrat en pro forma et prendre officiellement sa retraite en tant que joueur de Pittsburgh.
Après sa retraite en tant que joueur, Barrasso devient directeur du développement des gardiens de buts chez les Hurricanes de la Caroline. En 2012, il est embauché par le HC Metallourg Magnitogorsk de la Ligue continentale de hockey (KHL) pour faire partie du personnel d'entraîneurs. En 2016, il devient l'entraîneur-chef du club Asiago Hockey de l'Alps Hockey League en Italie et remporte le championnat en 2017-2018. En octobre 2018, Barrasso est embauché par les Steelers de Sheffield de l'Elite Ice Hockey League en Angleterre pour être entraîneur-chef.

## Vie privée
Tom Barrasso est marié avec Megan qu'il connaît depuis l'époque de leurs études à Acton-Boxborough, Tom lui ayant alors annoncé qu'il comptait jouer dans la LNH. Ensemble, ils ont eu trois filles : Ashley, Kelsey et Mallory. L'aînée, Ashley, est née en 1987 et alors qu'elle n'a que quatre ans, elle est atteint d'un cancer qu'elle parvient à battre alors qu'elle n'avait que 15 % de chances de vaincre la maladie. Elle est soignée le 2 janvier 1990 au cours d'une opération réussie de 15 heures de long, mais son traitement de chimiothérapie lui ayant détruit une partie de sa moelle osseuse, elle reçoit une greffe fin février et frôle la mort début mars.
À la suite de cette première maladie, son père crée une association de récolte de fonds contre le cancer au début des années 1990 : Ashley Barrasso Cancer Research Fund. Elle est une nouvelle fois atteinte du même cancer dix ans plus tard en 2000. Lors du parcours du relais de la Flamme olympique pour les Jeux de 2002, Ashley participe à ce relais et reçoit la flamme des mains de Mario Lemieux, ancien coéquipier de son père.

## Statistiques
Pour les significations des abréviations, voir statistiques du hockey sur glace.
| Saison     | Équipe                     | Ligue      |     | Saison régulière | Saison régulière | Saison régulière | Saison régulière | Saison régulière | Saison régulière | Saison régulière | Saison régulière | Saison régulière | Saison régulière | Saison régulière |    | Séries éliminatoires | Séries éliminatoires | Séries éliminatoires | Séries éliminatoires | Séries éliminatoires | Séries éliminatoires | Séries éliminatoires | Séries éliminatoires | Séries éliminatoires | Séries éliminatoires |
| Saison     | Équipe                     | Ligue      | PJ  | V                | D                | Pr/N             | Min              | BC               | Moy              | % Arr            | Bl               | Pun              | A                | PJ               | V  | D                    | Min                  | BC                   | Moy                  | % Arr                | Bl                   | Pun                  | A                    |                      |                      |
| 1981-1982  | Acton-Boxborough Colonials | High-MA    | 23  | -                | -                | -                | 1 035            | 32               | 7                | 1,86             | -                | -                | -                | -                | -  | -                    | -                    | -                    | -                    | -                    | -                    | -                    | -                    |                      |                      |
| 1982-1983  | Acton-Boxborough Colonials | High-MA    | 23  | 22               | 0                | 1                | 1 035            | 17               | 10               | 0,99             | -                | -                | -                | -                | -  | -                    | -                    | -                    | -                    | -                    | -                    | -                    | -                    |                      |                      |
| 1983-1984  | Sabres de Buffalo          | LNH        | 42  | 26               | 12               | 3                | 2 475            | 117              | 2                | 2,84             | 89,3             | 20               | 2                | 3                | 0  | 2                    | 139                  | 8                    | 0                    | 3,45                 | 86,4                 | 7                    | 0                    |                      |                      |
| 1984-1985  | Sabres de Buffalo          | LNH        | 54  | 25               | 18               | 10               | 3 248            | 144              | 5                | 2,66             | 88,7             | 41               | 6                | 5                | 2  | 3                    | 300                  | 22                   | 0                    | 4,4                  | 85,4                 | 2                    | 0                    |                      |                      |
| 1984-1985  | Americans de Rochester     | LAH        | 5   | 3                | 1                | 1                | 267              | 6                | 1                | 1,35             | 93,6             | 2                | 0                | -                | -  | -                    | -                    | -                    | -                    | -                    | -                    | -                    | -                    |                      |                      |
| 1985-1986  | Sabres de Buffalo          | LNH        | 60  | 29               | 24               | 5                | 3 561            | 214              | 2                | 3,61             | 88               | 28               | 4                | -                | -  | -                    | -                    | -                    | -                    | -                    | -                    | -                    | -                    |                      |                      |
| 1986-1987  | Sabres de Buffalo          | LNH        | 46  | 17               | 23               | 2                | 2 501            | 152              | 2                | 3,65             | 87,4             | 22               | 1                | -                | -  | -                    | -                    | -                    | -                    | -                    | -                    | -                    | -                    |                      |                      |
| 1987-1988  | Sabres de Buffalo          | LNH        | 54  | 25               | 18               | 8                | 3 133            | 173              | 2                | 3,31             | 89,6             | 50               | 1                | 4                | 1  | 3                    | 224                  | 16                   | 0                    | 4,29                 | 86,7                 | 0                    | 0                    |                      |                      |
| 1988-1989  | Sabres de Buffalo          | LNH        | 10  | 2                | 7                | 0                | 545              | 45               | 0                | 4,95             | 84,2             | 21               | 3                | -                | -  | -                    | -                    | -                    | -                    | -                    | -                    | -                    | -                    |                      |                      |
| 1988-1989  | Penguins de Pittsburgh     | LNH        | 44  | 18               | 5                | 7                | 2 406            | 162              | 0                | 4,04             | 88,8             | 49               | 5                | 11               | 7  | 4                    | 641                  | 40                   | 0                    | 3,8                  | 89,7                 | 8                    | 1                    |                      |                      |
| 1989-1990  | Penguins de Pittsburgh     | LNH        | 24  | 7                | 12               | 3                | 1 294            | 101              | 0                | 4,68             | 86,5             | 8                | 0                | -                | -  | -                    | -                    | -                    | -                    | -                    | -                    | -                    | -                    |                      |                      |
| 1990-1991  | Penguins de Pittsburgh     | LNH        | 48  | 27               | 16               | 3                | 2 754            | 165              | 1                | 3,59             | 89,6             | 40               | 5                | 20               | 12 | 7                    | 1 175                | 51                   | 1                    | 2,6                  | 91,9                 | 2                    | 1                    |                      |                      |
| 1991-1992  | Penguins de Pittsburgh     | LNH        | 57  | 25               | 22               | 9                | 3 329            | 196              | 1                | 3,53             | 88,5             | 30               | 4                | 21               | 16 | 5                    | 1 233                | 58                   | 1                    | 2,82                 | 90,7                 | 4                    | 2                    |                      |                      |
| 1992-1993  | Penguins de Pittsburgh     | LNH        | 63  | 43               | 14               | 5                | 3 702            | 186              | 4                | 3,01             | 90,1             | 24               | 8                | 12               | 7  | 5                    | 722                  | 35                   | 2                    | 2,91                 | 90,5                 | 4                    | 3                    |                      |                      |
| 1993-1994  | Penguins de Pittsburgh     | LNH        | 44  | 22               | 15               | 5                | 2 482            | 139              | 2                | 3,36             | 89,3             | 42               | 1                | 6                | 2  | 4                    | 356                  | 17                   | 0                    | 2,87                 | 89,5                 |                      | 0                    |                      |                      |
| 1994-1995  | Penguins de Pittsburgh     | LNH        | 2   | 0                | 1                | 1                | 125              | 8                | 0                | 3,84             | 89,3             | 0                | 0                | 2                | 0  | 1                    | 80                   | 8                    | 0                    | 6                    | 80,5                 | 2                    | 0                    |                      |                      |
| 1995-1996  | Penguins de Pittsburgh     | LNH        | 49  | 29               | 16               | 2                | 2 799            | 160              | 2                | 3,43             | 90,2             | 18               | 3                | 10               | 4  | 5                    | 558                  | 26                   | 1                    | 2,8                  | 92,3                 | 8                    | 0                    |                      |                      |
| 1996-1997  | Penguins de Pittsburgh     | LNH        | 5   | 0                | 5                | 0                | 270              | 26               | 0                | 5,78             | 86               | 0                | 0                | -                | -  | -                    | -                    | -                    | -                    | -                    | -                    | -                    | -                    |                      |                      |
| 1997-1998  | Penguins de Pittsburgh     | LNH        | 63  | 31               | 14               | 13               | 3 542            | 122              | 7                | 2,07             | 92,2             | 14               | 2                | 6                | 2  | 4                    | 376                  | 17                   | 0                    | 2,71                 | 90,1                 | 2                    | 0                    |                      |                      |
| 1998-1999  | Penguins de Pittsburgh     | LNH        | 43  | 19               | 16               | 3                | 2 306            | 98               | 4                | 2,55             | 90,1             | 20               | 3                | 13               | 6  | 7                    | 787                  | 35                   | 1                    | 2,67                 | 90                   | 4                    | 0                    |                      |                      |
| 1999-2000  | Penguins de Pittsburgh     | LNH        | 18  | 5                | 7                | 2                | 870              | 46               | 1                | 3,17             | 88,1             | 6                | 0                | -                | -  | -                    | -                    | -                    | -                    | -                    | -                    | -                    | -                    |                      |                      |
| 1999-2000  | Sénateurs d'Ottawa         | LNH        | 7   | 3                | 4                | 0                | 418              | 22               | 0                | 3,16             | 87,9             | 0                | 0                | 6                | 2  | 4                    | 372                  | 16                   | 0                    | 2,58                 | 90,5                 | 2                    | 0                    |                      |                      |
| 2001-2002  | Hurricanes de la Caroline  | LNH        | 34  | 13               | 12               | 5                | 1 908            | 83               | 2                | 2,61             | 90,6             | 34               | 0                | -                | -  | -                    | -                    | -                    | -                    | -                    | -                    | -                    | -                    |                      |                      |
| 2001-2002  | Maple Leafs de Toronto     | LNH        | 4   | 2                | 2                | 0                | 219              | 10               | 0                | 2,74             | 90,9             | 0                | 0                | -                | -  | -                    | -                    | -                    | -                    | -                    | -                    | -                    | -                    |                      |                      |
| 2002-2003  | Blues de Saint-Louis       | LNH        | 6   | 1                | 4                | 0                | 293              | 16               | 1                | 3,28             | 87,9             | 0                | 0                | -                | -  | -                    | -                    | -                    | -                    | -                    | -                    | -                    | -                    |                      |                      |
| Totaux LNH | Totaux LNH                 | Totaux LNH | 777 | 369              | 277              | 86               | 44 180           | 2 385            | 38               | 3,24             | 89,2             | 469              | 48               | 119              | 61 | 54                   | 6 953                | 349                  | 6                    | 3,01                 | 90,2                 | 46                   | 7                    |                      |                      |

| Saison | Équipe     | Ligue                       |   | PJ | V | D | Pr/N | Min | BC   | Moy | % Arr | Bl | Pun               |  | Résultat |
| 1983   | États-Unis | Championnat du monde junior | 3 | -  | - | - | 140  | 12  | 5,14 |     | 0     |    | Cinquième place   |  |          |
| 1984   | États-Unis | Coupe Canada                | 5 | 2  | 2 | 1 | 252  | 13  | 3,10 |     | 0     |    | Quatrième place   |  |          |
| 1986   | États-Unis | Championnat du monde        | 5 | -  | - | - | 260  | 18  | 4,15 |     | 0     |    | Sixième place     |  |          |
| 1987   | États-Unis | Coupe Canada                | 1 | 0  | 1 | 0 | 60   | 5   | 5,00 |     | 0     |    | Cinquième place   |  |          |
| 2002   | États-Unis | Jeux olympiques             | 1 | 1  | 0 | 0 | 60   | 1   | 1,00 |     | 0     |    | Médaille d'argent |  |          |

## Trophée, records et honneurs personnels
Après sa carrière, il a l'honneur d'être admis au temple de la renommée américano-italien mais il a également été mis en avant par de nombreux trophées au cours de sa carrière. Enfin, en 2009, il est admis au Temple de la renommée du hockey américain en compagnie de Tony Amonte, John LeClair et Frank Zamboni.

### Trophées de la LNH
- 1983-1984
  - Équipe d'étoiles des recrues
  - Première équipe d'étoiles
  - Trophée Calder en tant que meilleure recrue
  - Trophée Vézina en tant que meilleur gardien de la saison
- 1984-1985
  - Seconde équipe d'étoiles
  - Trophée William-M.-Jennings du gardien avec le moins grand nombre de buts encaissés — à égalité avec Robert Sauvé
- 1990-1991 : Coupe Stanley
- 1991-1992 : Coupe Stanley
- 1992-1993 : Seconde équipe d'étoiles

### Trophées d'équipes

#### Sabres de Buffalo
- Buffalo Hunt Trophy — recrue de l'année en 1983-1984[4]
- Buffalo Larkin Trophy — trophée pour le meilleur joueur de la saison (MVP) en 1984-1985 et 1987-1988
- Buffalo Star of Stars Trophy — joueur le plus sélectionné en tant que joueurs du match à domicile 1987-1988

#### Penguins de Pittsburgh
- Edward J. DeBartolo Community Service Award — ce trophée nommé en l'honneur d'Edward J. DeBartolo, ancien propriétaire de l'équipe, récompense le joueur qui contribue le plus au service de la communauté[36]. Il remporte ce trophée en même temps que l'autre gardien de l'équipe, Ken Wregget, en 1993
- Il est également sacré meilleur joueur défensif de l'équipe en 1992-1993 et 1997-1998[37].

### Records
Barrasso est un des grands gardiens de l'histoire de la LNH et possède quelques records, :
- Deuxième plus grand nombre de victoires pour un gardien Américain – 369 victoires derrière John Vanbiesbrouck et ses 374 victoires
- Plus grand nombre de points marqués par un gardien – 48 (uniquement des passes)
- Plus grand nombre de victoires en une année lors des séries – 16 victoires en 1992 avec les Penguins (record partagé)
- Plus grand nombre de victoires consécutives en séries – 14 victoires en 1992 avec les Penguins

## Transactions en carrière
- 8 juin 1983 : choisi par les Sabres de Buffalo en tant que premier choix de l'équipe, cinquième du repêchage d'entrée[19].
- 2 novembre 1988 : échangé par les Sabres aux Penguins de Pittsburgh en compagnie du choix de troisième ronde du repêchage de 1990 (Joe Dziedzic) en retour du défenseur Doug Bodger et de Darrin Shannon, ailier de l'équipe.
- 14 mars 2000 : échangé par les Penguins aux Sénateurs d'Ottawa en retour du gardien Ron Tugnutt et du défenseur Janne Laukkanen.
- 2000-2001 : manque toute la saison pour blessure en tant qu'agent libre.
- 17 juillet 2001 : signe en tant qu'agent libre pour une saison avec les Hurricanes de la Caroline.
- 15 mars 2002 : rejoint les Maple Leafs de Toronto à la suite d'un échange réalisé par les Hurricanes en retour d'un choix de quatrième ronde au repêchage de 2003.
- 24 octobre 2002 : signe en tant qu'agent libre avec les Blues de Saint-Louis.
- 28 décembre 2002 : libéré de son engagement par les Blues.
- 18 juin 2003 : signe en tant qu'agent libre avec les Penguins et annonce dans la foulée sa retraite sportive.